# Ulota obtusiuscula
Ulota obtusiuscula är en bladmossart som beskrevs av C. Müller och Kindberg in Macoun 1892. Ulota obtusiuscula ingår i släktet ulotor, och familjen Orthotrichaceae. Inga underarter finns listade i Catalogue of Life.